# Гаршуни
Гаршуни, каршу́ни (сир. ܓܪܫܘܢܝ, араб. كرشوني‎) — письменность на основе сирийского алфавита для передачи арабского языка. Появилась в VII веке и использовалась восточными христианами, перешедшими на арабский язык. Одной из отличительных особенностей гаршуни выделяют более подробное, по сравнению с обычным сирийским письмом, отображение гласных звуков.

## Пример
«И проходили день за днём, и неделя за неделей, великий царь всё не возвращался, и несчастная царица тревожилась о своих двух братьях. И когда она просыпалась…»
Оригинальный текст (ар.)وَقَدْ فَاتَ ٱلْيَوْمُ بَعْدَ ٱلْيَوْمِ، وٱلْأُسْبُوعُ بًعْدَ ٱلْأُسْبُوعِ، وَلَمْ يَرْجِعْ ٱلْأَمِيرُ ٱلْأَكْبَرُ كَذَلِكَ، وَمَكَثَتِ ٱلْأَمِيرَة ٱلْمِسْكِيَنةُ مًضْطَرِبَةً مَشْغُولَةَ ٱلْبَالِ عَلَى أخَوَيْهَا. وَكُلَّمَا ٱسْتَيْقَظَتْ…